# آرشام ابراهیمی
آرشام ابراهیمی (زادهٔ ۱۳۷۷ – درگذشتهٔ ۲۵ آبان ۱۳۹۸ در اصفهان) یکی از کشته‌شدگان اعتراضات آبان ۱۳۹۸ ایران بود.

## زندگی
آرشام ابراهیمی در سال ۱۳۷۷ متولد شد. پدر وی از جانبازان جنگ ایران و عراق است و ۸ سال در اسارت نیروهای عراقی بوده‌است. او دانشجوی سال اول رشتهٔ دندانپزشکی بود و در یک شرکت شارژ کپسول آتش‌نشانی مشغول به کار بود.

## کشته شدن
بهزاد ابراهیمی، عموی آرشام ابراهیمی که از جانبازان شیمیایی جنگ ایران و عراق است، اعلام نمود که برادرزاده‌اش روز ۲۵ آبان ۱۳۹۸ هنگام پایان کار روزانه و در حین بازگشت به منزل بر اثر شلیک مستقیم گلوله، مجروح و در بیمارستان جان باخته‌است. به گفتهٔ او خانوادهٔ ابراهیمی پس از ۴ روز بی‌اطلاعی از فرزندشان، از کشته شدنش خبردار می‌شوند و توسط نهادهای امنیتی از آن‌ها تعهد گرفته می‌شود تا جنازهٔ آرشام، شبانه دفن شود.
بهزاد ابراهیمی گفت: بعد از چند روز پیگیری ساعت یک و نیم نصف شب فرماندار اصفهان (که از همکاران سابق وی بوده‌است) با من تماس گرفت و گفت: تسلیت می‌گویم آرشام فوت شده. او همچنین از نامه‌ای سخن گفت که با امضای تعدادی از کسانی که در جنگ ایران و عراق حضور داشته‌اند، نوشته شده‌است. در این نامه، دادگاهی شدن قاتل یا قاتلان آرشام ابراهیمی خواسته شده‌است.
پیکر وی ۲۹ آبان ۱۳۹۸ به صورت شبانه در حضور ۴ مأمور نیروی انتظامی در محلهٔ بابوکان اصفهان به خاک سپرده شد.
مراسم چهلم او روز ۵ دی ۱۳۹۸ در اصفهان برگزار شد. در این مراسم خانوادهٔ محمدجواد عابدی، جوان ۱۶ ساله‌ای که او هم در این اعتراضات کشته شده حضور داشتند. خانوادهٔ آرشام ابراهیمی با ارسال پیامی با خانوادهٔ پویا بختیاری ابراز همدردی کردند.